# Andrena agilissima
Espèce
Statut de conservation UICN

 DD  : Données insuffisantes
Andrena agilissima est une espèce d'insectes hyménoptères de la famille des Andrenidae. Elle est présente en Europe et dans le nord de l'Afrique. Elle fait partie du groupe des abeilles à langue courte.

## Description

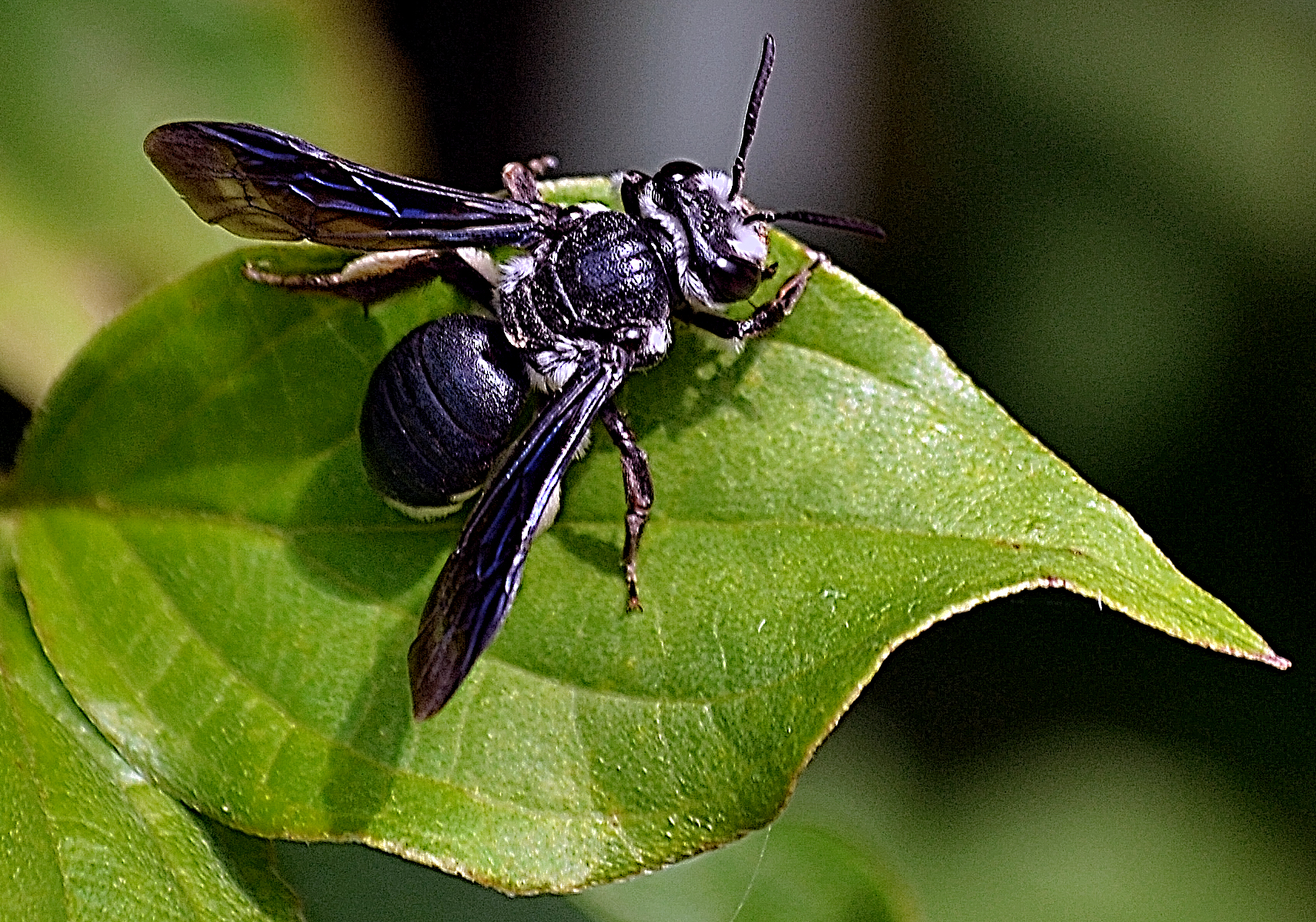

Andrena agilissima est une espèce oligolectique, se nourrissant uniquement du pollen de quelques genres de crucifères (famille des Brassicaceae , avec par exemple Brassica napus, Brassica rapa, Raphanus raphanistrum, Barbarea vulgaris et du genre Sinapis).
Les adultes mesurent jusqu'à 13–15 millimètres de long, les femelles étant légèrement plus grandes que les mâles. Cet insecte a un corps noir brillant, avec des touffes de poils blancs veloutés sur la fovéa faciale, de part et d'autre du thorax, sur les derniers tergites abdominaux et sur les fémurs de la troisième paire de pattes. Les ailes ont des reflets bleutés.